# Capo Passero

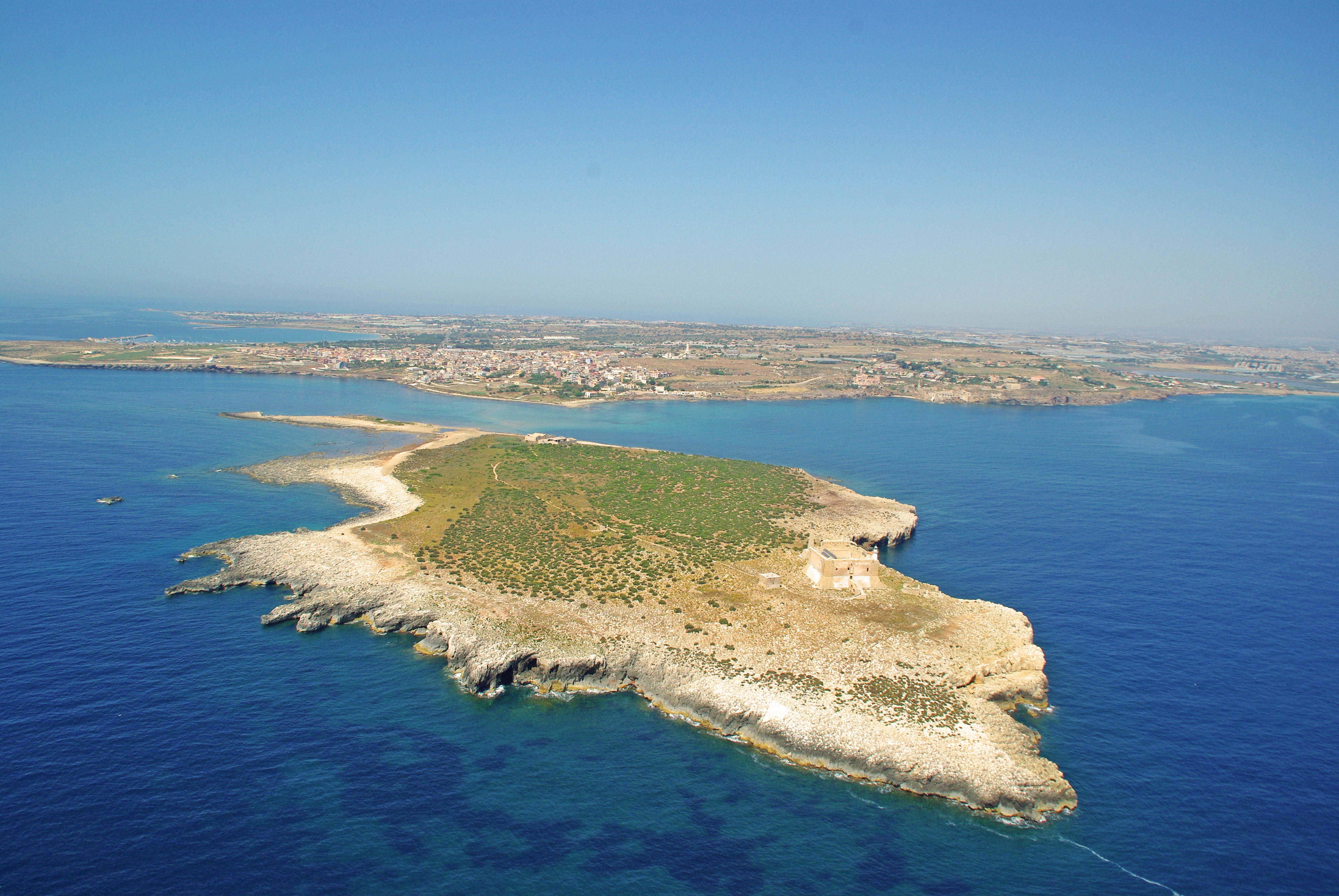
Isola di Capo Passero

Capo Passero (známý také jako Passaro, ve starověku Pachynus) je mys v Itálii. Nachází se na jihovýchodě Sicílie a tvoří jeden z vrcholů trojúhelníku, který dal ostrovu někdejší název Trinacria. Mys se nachází na ostrůvku Isola di Capo Passero (původně poloostrov, vzdálený od sicilské pevniny 300 metrů) a patří k obci Portopalo di Capo Passero ve volném sdružení obcí Siracusa. Nachází se zde pevnost Forte di Capo Passero z roku 1607 a maják z roku 1871, v úžině mezi ostrovem a Portopalem byla vybudována tonnara (zařízení využívané při lovu tuňáků). O strategický mys se bojovalo za druhé punské války, později byl základnou berberských pirátů, v roce 1718 se zde konala bitva mezi britským a španělským loďstvem v rámci války čtverné aliance a v říjnu 1940 britsko-italská bitva u mysu Passero.